# Estoril Open 1999 - Qualificazioni doppio maschile
Le qualificazioni del doppio maschile dell'Estoril Open 1999 sono state un torneo di tennis preliminare per accedere alla fase finale della manifestazione. I vincitori dell'ultimo turno sono entrati di diritto nel tabellone principale. In caso di ritiro di uno o più giocatori aventi diritto a questi sono subentrati i lucky loser, ossia i giocatori che hanno perso nell'ultimo turno ma che avevano una classifica più alta rispetto agli altri partecipanti che avevano comunque perso nel turno finale.
Le qualificazioni del doppio del torneo Estoril Open 1999 prevedevano 4 coppie partecipanti di cui una è entrata nel tabellone principale.

## Teste di serie
1. Feliciano López /  Tommy Robredo (Qualificati)

1. Andre Lopes /  Tiago Vinhas-Sousa (ultimo turno)

## Qualificati
1. Feliciano López  /   Tommy Robredo

## Tabellone

### Legenda
| - Q = Qualificato - WC = Wild card - LL = Lucky loser | - ALT = Alternate - SE = Special Exempt - PR = Protected Ranking | - w/o = Walkover - r = Ritirato - d = Squalificato |

|  | Primo turno | Primo turno                    | Primo turno                    | Primo turno | Primo turno |  |  | Ultimo turno | Ultimo turno                   | Ultimo turno                   | Ultimo turno | Ultimo turno |  |
|  |             |                                |                                |             |             |  |  |              |                                |                                |              |              |  |
|  | 1           | Feliciano López Tommy Robredo  | Feliciano López Tommy Robredo  | 6           | 6           |  |  |              |                                |                                |              |              |  |
|  |             | Tiago Neto Antonio Van Grichen | Tiago Neto Antonio Van Grichen | 2           | 1           |  |  | 1            | Feliciano López Tommy Robredo  | Feliciano López Tommy Robredo  | 6            | 6            |  |
|  | 2           | Andre Lopes Tiago Vinhas-Sousa | 6                              | 5           | 6           |  |  | 2            | Andre Lopes Tiago Vinhas-Sousa | Andre Lopes Tiago Vinhas-Sousa | 1            | 0            |  |
|  |             | Vitor Ferreira Andre Mota      | 1                              | 7           | 4           |  |  |              |                                |                                |              |              |  |